# Прессованный чай

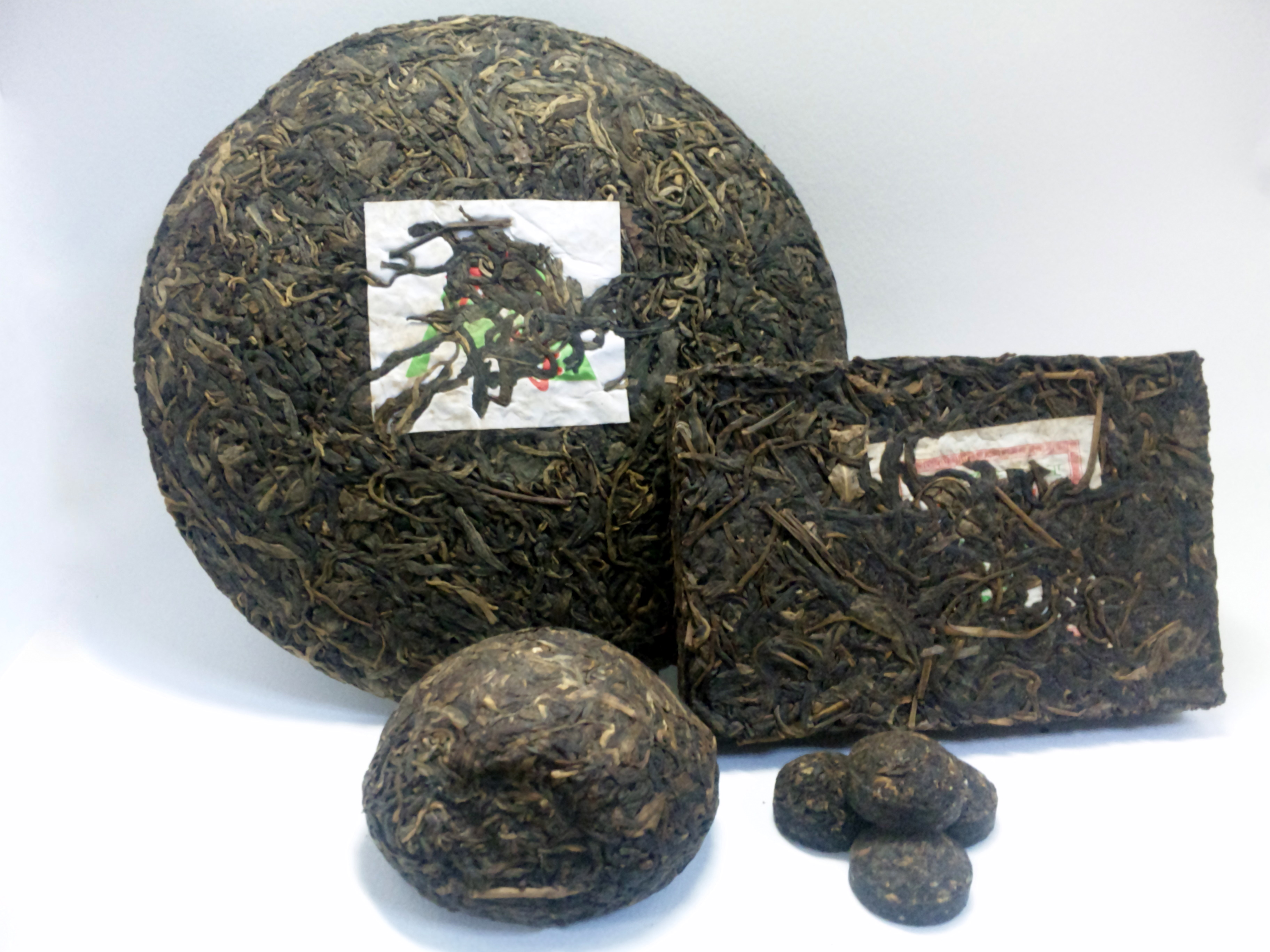
Формы прессованного чая

Прессованный чай — чёрный или зелёный чай, спрессованный в виде плиток (плиточный чай), кирпичей (кирпичный чай), лепёшек (см. Пуэр), таблеток и некоторых других форм.
Производившийся в СССР (см. Чай в России) чёрный плиточный чай делился на высший, 1-й, 2-й и 3-й сорт. Зелёный плиточный был только третьего сорта. Кирпичный чай (только зелёный) по сортам не разделялся.

## Плиточный чай
Плиточный чай изготавливается из крошки и высевок, остающихся при сортировке байховых чаёв. Масса плитки 100, 150 или 250 грамм, толщина не более 2 см. Также плиточный чай формуется в виде таблеток массой 2—5 грамм.
Первое промышленное производство плиточного чая в Китае в городе Ханькоу организовал русский купец 1-й гильдии П. А. Пономарев в 1876 году.

## Кирпичный чай

### Зелёный кирпичный чай

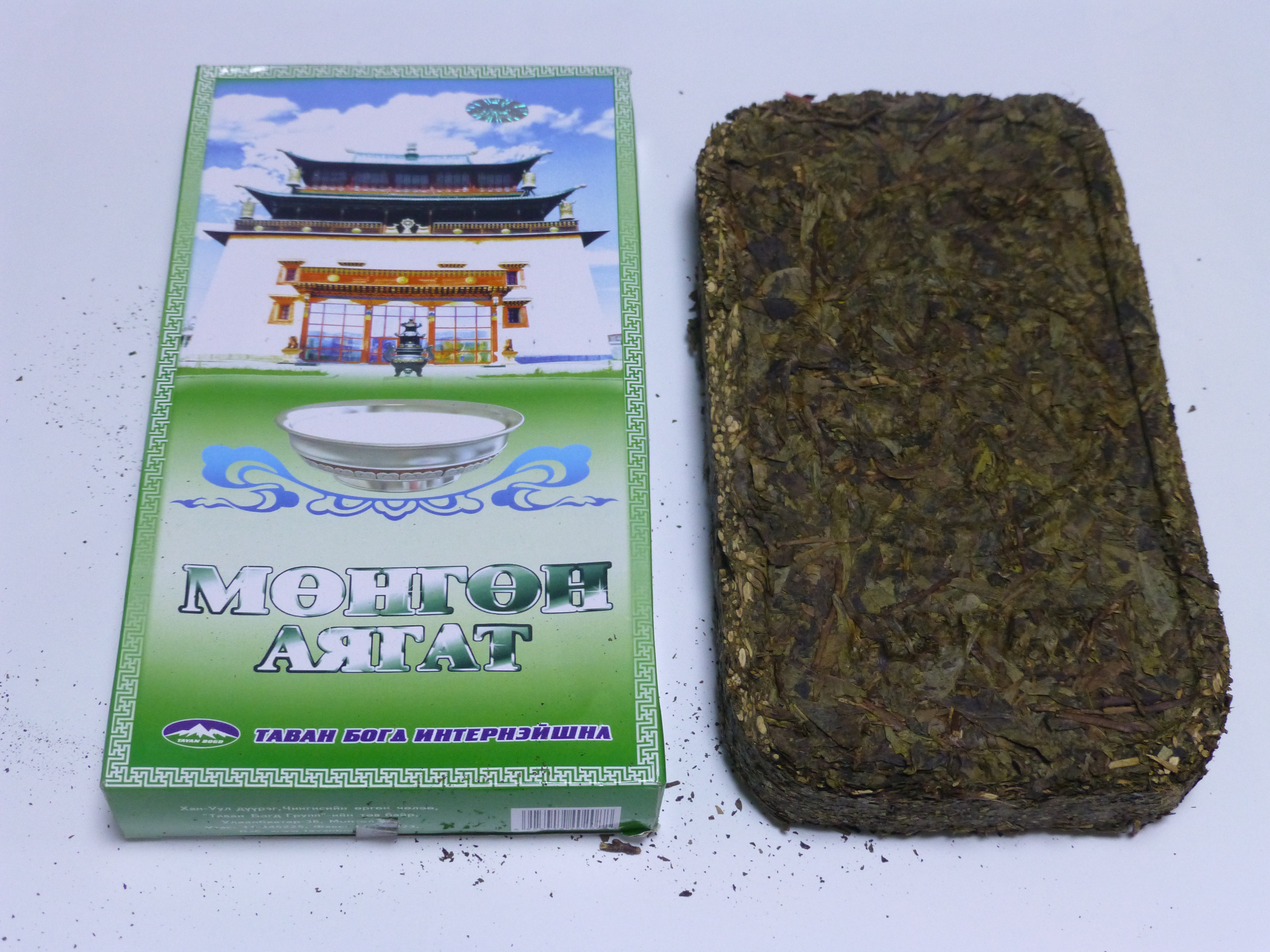
Зелёный кирпичный чай

Калмыцкий чай (калм. Хальмг цә, также джомба, калм. җомба) — торговое название кирпичного зелёного чая, появившееся во времена СССР. Основными его потребителями тогда были народы Калмыкии, Тывы, Горного Алтая (Шории) и Бурятской АССР. Такой чай привозили из северных провинций Китая и Грузинской ССР. В состав чая входят старые чайные листья (не менее 70—75 %), зелёные и одревесневшие стебли (не более 25—30 %). В России известен с конца XVII века под названием «чай богдойский».

#### Калмыцкий способ приготовления

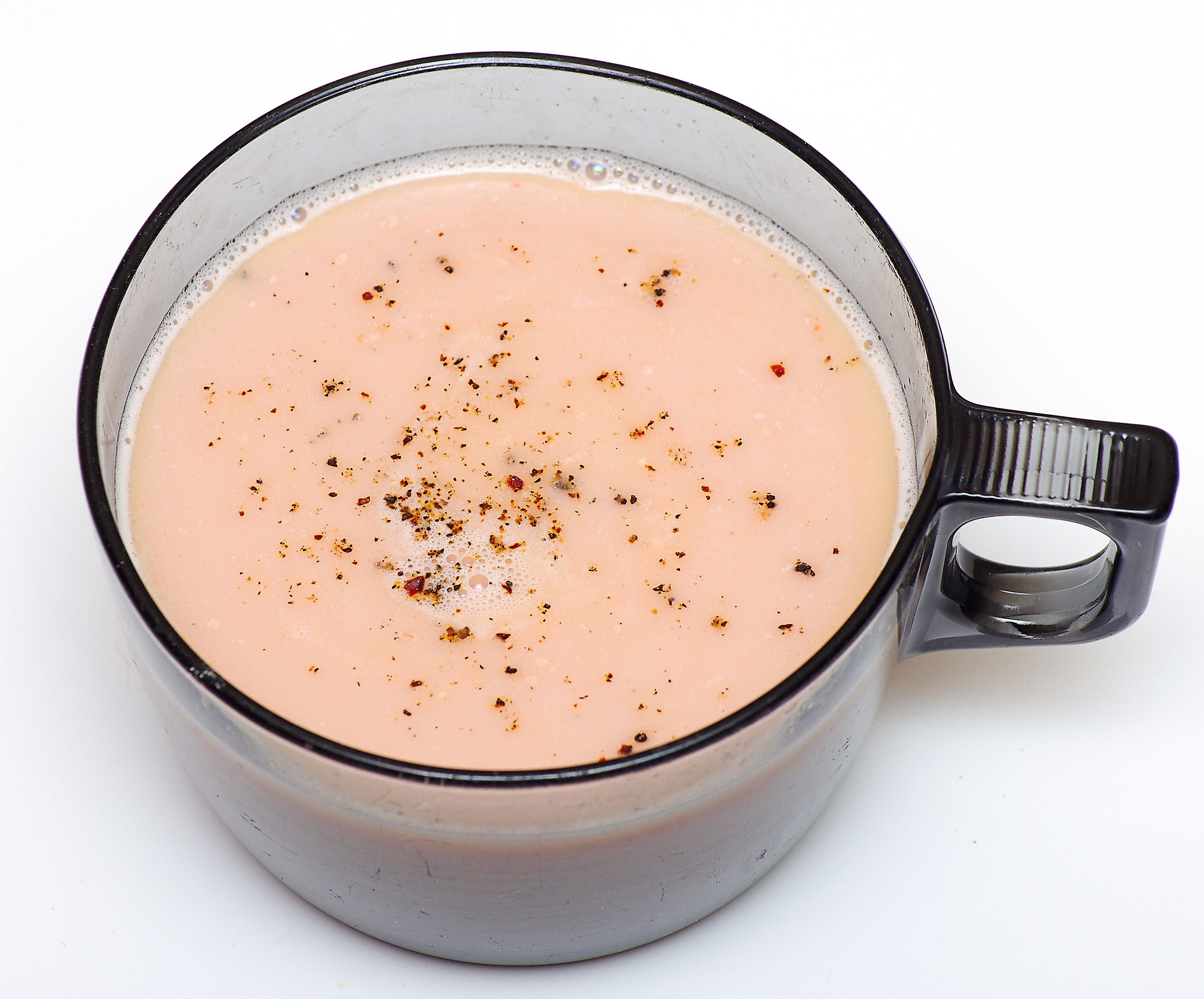
Калмыцкий чай с молоком

Калмыцкий (степной) способ приготовления зелёного кирпичного чая схож с монгольским способом и частично с киргизским. Также готовят чай 
агинские (карымские) буряты в  Забайкалье и Восточной Сибири.
Это один из древнейших способов, распространившийся на большой территории от пустыни Гоби и Чахара до ногайских степей междуречья Волги и Дона. Калмыки привезли его из Джунгарии в XVII веке.
Кирпичный чай разделывается на кусочки и погружается в котёл со слегка нагретой водой, из расчёта одна горсть (около 50 г) на литр воды, и доводят до кипения. Затем добавляют молоко (объёмом, в два раза превышающим объём воды) и соль по вкусу. Также могут добавляться лавровый лист, мускатный орех (реже), гвоздика, немного сливочного масла (иногда). Полученную смесь кипятят 10—15 минут при постоянном помешивании. Далее её процеживают через волосяное сито, а чайные листья отжимают. Из-за нехватки в солончаковых степях подходящей воды чай может готовиться с небольшим её количеством (1—1,5 стакана), а основную его часть будет составлять молоко.
Пьют чай с сухарями из пшеничного масляного теста или лепёшкой. Во время приёма гостей чай подаётся в первую очередь, другие блюда могут быть предложены позже.
См. также День калмыцкого чая, Монгольский чай.